# Гавернер (Нью-Йорк)
Гавернер (англ. Gouverneur) — місто (англ. town) в США, в окрузі Сент-Лоуренс штату Нью-Йорк. Населення — 6551 особа (2020).

## Географія
Гавернер розташований за координатами 44°20′12″ пн. ш. 75°27′58″ зх. д. / 44.33667° пн. ш. 75.46611° зх. д. (44.336573, -75.466035).  За даними Бюро перепису населення США в 2010 році місто мало площу 5,90 км², з яких 5,67 км² — суходіл та 0,23 км² — водойми.

## Демографія
Згідно з переписом 2010 року, у селищі мешкало 3949 осіб у 1635 домогосподарствах у складі 987 родин. Густота населення становила 669 осіб/км².  Було 1832 помешкання (311/км²).
Расовий склад населення:
| - 95,3 % — білих - 1,1 % — чорних або афроамериканців - 0,8 % — азіатів - 0,5 % — корінних американців - 0,1 % — вихідців з тихоокеанських островів |

До двох чи більше рас належало 1,9 %. Частка іспаномовних становила 2,2 % від усіх жителів.
За віковим діапазоном населення розподілялося таким чином: 24,9 % — особи молодші 18 років, 61,5 % — особи у віці 18—64 років, 13,6 % — особи у віці 65 років та старші. Медіана віку мешканця становила 35,9 року. На 100 осіб жіночої статі у селищі припадало 93,8 чоловіків;  на 100 жінок у віці від 18 років та старших — 87,6 чоловіків також старших 18 років.
Середній дохід на одне домашнє господарство  становив 45 332 долари США (медіана — 35 175), а середній дохід на одну сім'ю — 50 210 доларів (медіана — 37 993). Медіана доходів становила 41 995 доларів для чоловіків та 26 161 долар для жінок. За межею бідності перебувало 27,7 % осіб, у тому числі 37,2 % дітей у віці до 18 років та 8,8 % осіб у віці 65 років та старших.
Цивільне працевлаштоване населення становило 1384 особи. Основні галузі зайнятості: освіта, охорона здоров'я та соціальна допомога — 28,0 %, будівництво — 14,0 %, роздрібна торгівля — 13,2 %.